# Enrico Zambonini
Enrico Zambonini, né le 28 avril 1893 à Villa Minozzo et fusillé le 30 janvier 1944 à Reggio d'Émilie par la République de Salò, est un militant anarchiste et résistant antifasciste.

## Biographie
De 1913 à 1919, il fait son service militaire en Libye, où, militant socialiste, il devient anarchiste.
En 1922, il fuit en France après avoir été agressé par un groupe de fascistes.
À Marseille, il participe aux activités des exilés italiens.
En 1928, il est accusé d'avoir blessé le consul italien Giacomo De Muro d’un coup de revolver mais est finalement innocenté.
En 1932 il rejoint Barcelone, où lors du Soulèvement nationaliste des 17 et 18 juillet 1936, il participe aux combats et s’enrôle comme milicien dans la section italienne de la Colonne Ascaso.
Opposé à la militarisation des milices, il quitte le front en avril 1937 et rejoint la Confédération nationale du travail de l’alimentation de Barcelone.
Lors des affrontements des journées de mai 1937 à Barcelone, il participe à la défense du siège du syndicat de l’alimentation et est grièvement blessé à la tête.
À la fin de la guerre d'Espagne, lors de la retirada, il est arrêté à Perpignan et interné au Camp de concentration d'Argelès-sur-Mer.
En août 1942, il est remis aux autorités italiennes à Mantoue et condamné à cinq ans d’internement sur l'île de Ventotene.
Après la chute du régime de Benito Mussolini, comme beaucoup d’anarchistes italiens, il n'est pas libéré mais transféré au camp d’internement de Renicci d’Anghiari en Toscane. Refusant ce transfert, il est interné à la prison de Arezzo dont il est libéré le 4 décembre 1943.
Il entre alors dans la résistance.
Arrêté le 21 janvier 1944 par les fascistes et transféré à la prison de Reggio d'Émilie où il est condamné à mort par un tribunal d'exception. Il est fusillé le 30 janvier au polygone de tir de Reggio d'Émilie.

## Notices
- Dictionnaire international des militants anarchistes : notice biographique.
- (it) Fédération internationale des centres d'études et de documentation libertaires : 40° anniversario della fucilazione del l’anarchico Enrico Zambonini.
- (it) Dizionario biografico degli anarchici italiani, volume II, Pise, BFS Edizioni, 2004,  (ISBN 88-86389-87-6), notice éditeur.